# Cyclops australis
Cyclops australis – gatunek widłonoga z rodziny Cyclopidae. Nazwa naukowa gatunku została po raz pierwszy opublikowana w 1855 roku przez pochodzącego z Anglii australijskiego duchownego i przyrodnika Roberta Lethbridge’a Kinga (1823–1897).